# ОСВВ в Санкт-Петербурге
ОСВВ в Санкт-Петербурге — экспериментальная методика «отлов-стерилизация-вакцинация-возврат», предусматривающая отлов бродячих собак, как сук, так и кобелей, их стерилизация или кастрация и возврат спустя несколько дней обратно на улицы города для безнадзорного обитания. Её идеологи ссылаются на рекомендации ВОЗ и Международного противоэпизоотического бюро для Индии и слаборазвитых стран Азии, где в силу религиозных, культурных и климатических причин существуют устойчивые популяции безнадзорных собак-парий на улицах.

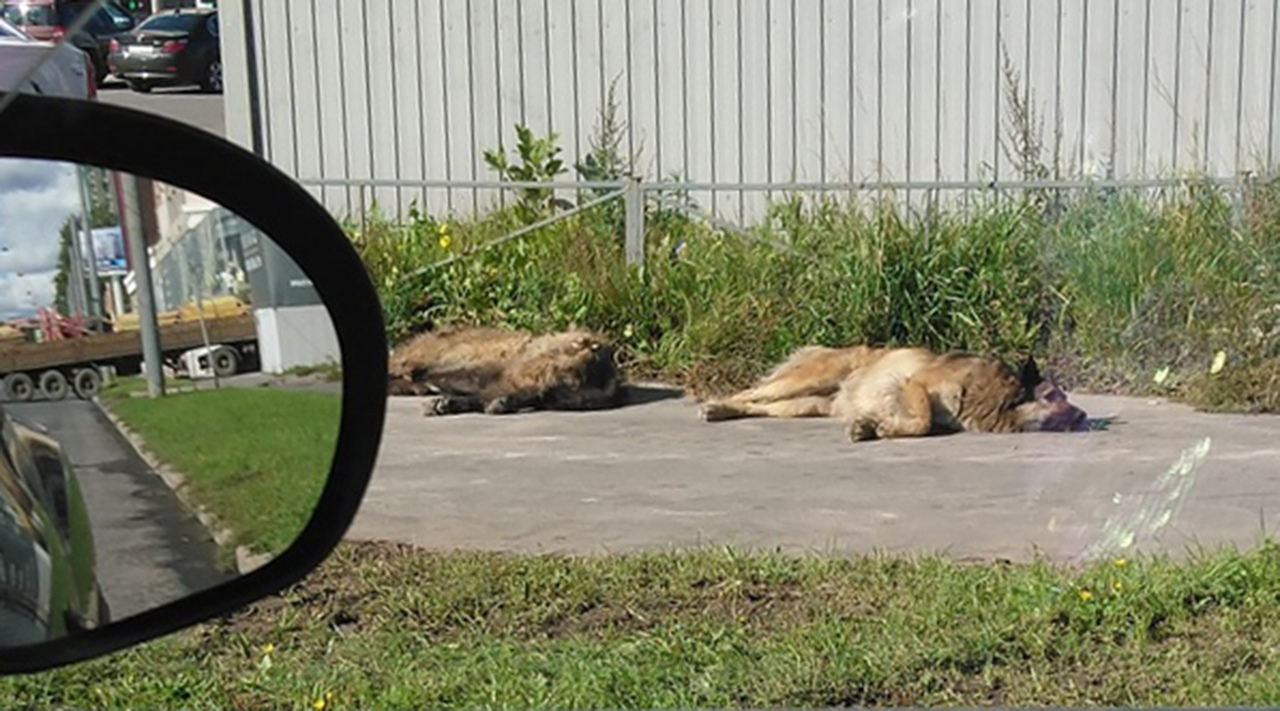
Стерилизованные бродячие собаки, выпущенные по программе ОСВВ на городские улицы Санкт-Петербурга

Реализуется с 2005 года на средства городского бюджета частной ветеринарной клиникой, принадлежащей зоозащитному активисту Юрию Микитюку. Отлов собак и их доставка в клинику по господряду осуществляется общественной организацией «Балтийская забота о животных» активистки Елены Бобровой, в круг деятельности которой также входит пропаганда веганства, проведение антимеховых кампаний и составление петиций за запрет охоты. Идеология ОСВВ поддерживается местной общественностью, борющейся за права животных.
Реализация ОСВВ вызвала ряд скандалов, как финансовых, так и связанных с нападением стерилизованных животных на людей. В числе негативных последствий методики называется также массовое отравление собак местными жителями, недовольными наличием на городских улицах безнадзорных зверей. Количество бродячих собак на улицах города по данным комитета по ветеринарии, в ходе её реализации с 2008 по 2017 годах увеличилось в 7 раз и составляет около 7000 особей. Финансирование из городского бюджета мероприятий ОСВВ увеличивается с каждым годом — с 845 000 рублей в 2006 году до 29 400 000 рублей в 2018 году. С 2015 года теми же исполнителями ОСВВ проводится на территории соседней Ленинградской области. Запрещена на территории Санкт-Петербурга решением городского суда 9 октября 2018 года, однако, пока решение не вступило в силу, организаторы и идеологи ОСВВ планируют продолжать заниматься ей и впредь. 27 марта 2019 года Верховный Суд РФ, рассмотрев апелляцию правительства Санкт-Петербурга, подтвердил решение городского суда о запрете возврата отловленных бродячих собак обратно на улицы
В отношении бездомных кошек данная программа на территории города на бюджетные средства никогда не проводилась.

## Предыстория
Первые эксперименты со стерилизацией бездомных собак, сопряжённые с их возвратом на улицы проводились частными благотворительными американскими и британскими фондами в Индии с 1966 года. С 1996 года программа ОСВВ получила государственную поддержку и была запущена в нескольких городах страны, финансируемая за счёт зарубежных организаций, борющихся за права животных, и частично за счёт государства. По состоянию на 2018 год в Индии ситуация с бешенством продолжает оставаться напряжённой, ежегодно от этого заболевания, передающимся от бродячих собак людям гибнут до 20 000 человек, в основном, детей. В 1990-е годы в Санкт-Петербург из США приехал борец за права животных Айвен Филлмор, который ранее работал в Индии. После его скоропостижной смерти, сподвижник Филлмора по борьбе Юрий Микитюк основал клинику и назвал её в честь своего учителя.

## Законодательная база, идеологи и разработчики
20 сентября 2005 г. Правительство Санкт-Петербурга приняло постановление № 1383 «О концепции отношения к безнадзорных животным в Санкт-Петербурге», на основании которого началась реализация ОСВВ.
Глава комитета по ветеринарии Санкт-Петербурга Юрий Андреев, принимавший в разработке этого постановления, в интервью сообщил, когда в 2006 году ОСВВ только запускалась, «пригласили москвичей и они поделились опытом». Также, по мнению Андреева, безнадзорные собаки на улицах счастливей домашних, запертых в четырёх стенах. Аналогичная программа ОСВВ в Москве, проводившаяся с 1998 года была прекращена в 2008 году и заменена на безвозвратный отлов после серии финансовых скандалов, уничтожения нескольких видов краснокнижной городской фауны безнадзорными собаками на природоохранных территориях столицы и гибели физкультурника в результате нападения стаи стерилизованных собак в городском парке.
В 2018 году Андреев заявлял, что бродячих собак, живущих на улицах города, нецелесообразно помещать в приюты в связи с тем, что эти животные, родившиеся на улицах, невозможно социализировать для последующего пристройства и видит свою задачу в сохранении популяции этих животных, при этом он ссылается на «рекомендации Международного эпизоотического бюро». Рекомендации вакцинировать бродячих собак, организация, на которую ссылается Андреев, давала только для ряда стран Азии, где в силу местных религиозных и культурных традиций большинство этих животных не имеют владельцев и где, в отличие от развитых стран, допускается их свободное обитание на улицах.
Начало новой работе с безнадзорными животными положил эксперимент, проведённый летом 2005 года в Кронштадте. Было решено воплотить новый метод ушивания послеоперационной раны «Без швов и попон», разработанный местным ветеринарным врачом Юрием Микитюком. В течение 3-х месяцев было прооперировано более 130 безнадзорных собак.
Микитюк является автором собственного метода стерилизации, который он считает более гуманным по сравнению с традиционным: его применение помогает животному «встать на лапы» через час или два, после чего снова оказаться на городской улице.
Микитюк убеждён, что стерилизованным собакам необходимо дать «дожить свой век» после операции хотя бы на улице, а «уничтожение бездомных животных похоже на фашизм», при этом регулирование их численности должно начинаться со «светлой головы человека».
Микитюк сообщал о себе, что и он, и его супруга долгие годы занимались волонтерством, борьбой за права животных и спасением бродячих собак от отлова, а сам он продолжил дело основателя своей клиники — гражданина США Филлмора.
Микитюк считает, что усыпление собак не допустимо — им нужно дать возможность доживать в городских парках.
Учреждение ООО «Ветеринарный госпиталь», известное также как «Ветеринарная клиника Айвэна Филлмора», директором которой является Микитюк, осваивает бюджетные подряды по программе ОСВВ с 2006 года. С 2012 года на базе клиники был создан и функционирует благотворительный фонд помощи бездомным животным «Сохрани жизнь». Клиника находится в Выборгском районе города на территории торгово-развлекательного комплекса.
Микитюк в 2013 году заявлял, что стерилизация бездомных собак — коммерчески невыгодный проект для ветклиник, и его стоимость не оправдывает вложений и уточнял, что кроме его клиники в конкурсах госзакупок по ОСВВ никто не участвует.
Воплощение Концепции отношения к безнадзорным животным взяло на себя Управление ветеринарии Санкт-Петербурга, и на базе ГБУ «Санкт-Петербургская городская станция по борьбе с болезнями животных» был специально создан отдел по работе с безнадзорными животными. Отдел возглавил Юрий Микитюк.
С 2008 года данная работа проводится силами ООО «Ветеринарный Госпиталь» в рамках Государственных контрактов. Мероприятия состоят из следующих этапов:
- житель Санкт-Петербурга подаёт заявку в следующие организации: Комитет по благоустройству Санкт-Петербурга, Санкт-Петербургское государственное казённое учреждение «Центр комплексного благоустройства», районная администрация Санкт-Петербурга, территориальный орган МВД России на районном уровне Санкт-Петербурга.
- исполнитель выезжает на отлов в течение трёх рабочих дней с момента получения заявки и, в случае, если Заявитель указал контактный телефон, созваниваются с ним, чтобы уточнить подробности о месте обитания заявленных животных,
- после отлова животные помещаются в пункт передержки, где до момента проведения ветеринарных мероприятий находятся под наблюдением ветеринарного врача.
- если противопоказаний к проведению операции нет, ветеринарные врачи кастрируют животное, иммунизируют против бешенства, чипируют, купируют кончик уха (позволяет визуально дистанционно определить кастрированное животное) и фотографируют.
- после проведения ветеринарных мероприятий животное возвращается в прежнюю среду обитания

В марте 2008 года губернатор Санкт-Петербурга Валентина Матвиенко подписала городской закон, регулирующий содержание домашних животных, в частности — отлов безнадзорных собак и кошек. Регулирование численности безнадзорных животных предлагалось осуществлять «методом стерилизации (кастрации) с их возвращением в привычную среду обитания». В такой редакции он был ранее принят местными парламентариями. Однако губернатор наложила вето, предложив переименовать документ и исключить из него 7 из 11 его статей. По состоянию на 2018 год, ОСВВ проводится лишь на основании постановления регионального правительства от 2005 года.
Согласно данным официального сайта Администрации Санкт-Петербурга на январь 2018 года, не рассматривается вопрос о кастрации безнадзорных кошек за счёт средств из бюджета Санкт-Петербурга и не предполагается создание специальных служб, сотрудники которых осуществляли бы отлов безнадзорных кошек, их кастрацию и возврат на прежнее место обитания, а статистика по численности безнадзорных животных в Санкт-Петербурге не ведётся.

## «Без швов и попон»
"Авторская" методика, подсмотренная  идеологом ОСВВ в Санкт-Петербурге Микитюком, во время стажировки в Турции, официально называется «закрытие лапаротомной раны у млекопитающего животного», а в разговорной речи носит название «без швов и попон». Привезённых с улицы собак не моют в душе, перед операцией им моют и дезинфицируют живот, заматывают животное в полиэтиленовую пищевую плёнку, делают в ней разрез, выбривают операционное поле и уже с ним работают. Зашитая рана обрабатывается обеззараживающим бактерицидным спреем. Рану живота, через которую достаются внутренние органы, закрывают сложным трёхэтажным швом, на всем протяжении которого нитка нигде не обрезается. В результате рану нельзя раскрыть при попытке механически раздвинуть края. Затем рана обрабатывается и в 98 % случае за 5-7 дней происходит естественный процесс заживления шва без нагноения. В оставшихся 2 % случаев через 7-10 дней случается реакция на шовный материал. Как уточняет Микитюк, животное выпускается обратно на городские улицы практически сразу после того, как придёт в себя после операции и у него восстановится нормальная температура тела.

## Отлов по господряду общественной организацией «Балтийская забота о животных»
Отлов безнадзорных животных с целью кастрации, чипирования и возврата в прежнюю среду обитания осуществлялся Комитетом по благоустройству Санкт-Петербурга силами ОАО "ПТЦ «Спецтранс» с 2006 года по 2014 год включительно. В 2015 году по результатам проведения электронных аукционов Государственный Контракт на оказание услуг по отлову и государственный контракт на оказание услуг по кастрации и электронному мечению безнадзорных животных (собак) заключены с коммерческой ветеринарной клиникой ООО «Ветеринарный Госпиталь» и весь цикл работы с момента отлова до момента возврата кастрированного животного в прежнюю среду обитания реализуется одним Исполнителем.
В 2017 году издание «Общественный контроль» подготовило репортаж о работе клиники Филлмора (ООО «Ветеринарный госпиталь» Юрия Микитюка). Материал иллюстрирует фотография с ловцами и грузовым микроавтобусом с эмблемой РБЭОО «Балтийская забота о животных», снятого на фоне здания клиники Филлмора, который назван «машиной специалистов», выезжающих на отлов для клиники. В интервью с Президентом организации «Балтийская забота о животных» Еленой Бобровой уточняется, что это «экологическая общественная организация, расположенная в Пушкинском районе Петербурга», приоритетами деятельности которой «являются разработка законодательства о защите животных от людской жестокости, внедрение культуры кастрации как метода регулирования численности бездомных собак по всей России, запрет притравки на живого зверя охотничьих собак и пропаганда веганства». Боброва сообщает, что её организация была основана лично ей и двумя её подругами. Официально (как юридическое лицо) существует с 1998 года, но фактически она занимается зоозащитой более 25 лет и регулярно проводит антимеховые акции, а также ведёт общественную кампанию и составляет петиции против охоты
Боброва регулярно получала угрозы в связи со своим зоозащитным бизнесом, а в 2015 году неизвестные застрелили одну из бродячих собак, которых она подкармливала несколько лет неподалеку от своего коттеджа в Тярлево.

## Финансирование и результаты
В 2006 году для реализации концепции ОСВВ из бюджета субъекта федерации было выделено 845 тыс. рублей, 820 собакам под кожу был вшит микрочип, с помощью которого ветеринарные службы могли отличать стерилизованную особь от нестерилизованной.
В мае 2006 года в Горской Курортного района Санкт-Петербурга ночью неизвестные лица отстреляли в ночное время 10 собак, пять из которых в апреле прошли стерилизацию и безнадзорно находились на улице.
С 2006 по 2013 годы врачи ветклиники имени Айвэна Филлмора по поручению Правительства Петербурга кастрировали более 18500 безнадзорных собак обоих полов. Операция проводится по скоростной методике, разработанной в самой клинике, не предусматривает лечение антибиотиками, проводится под полным наркозом и уже через несколько часов после её завершения, собака оказывается на улице.
В ноябре 2008 года стая из 15 собак атаковала прохожих возле продовольственного ларька в Адмиралтейском районе. Спасаясь от атаки собачьей стаи, людям приходилось выбегать на проезжую часть с интенсивным движением. В 2007 и 2008 годах на программу стерилизации было выделено по 3,5 млн рублей, стерилизация одной бездомной собаки, у счётом стоимости медикаментов обходится бюджету в 10 тыс. рублей, но исполнители городского заказа не выполнили условия договора и не проводили стерилизацию должным образом.
В 2014 году по городу прокатилась волна отравлений бездомных собак догхантерами. Свои действия эти граждане объясняли тем, что «бесхозным собакам не место на улицах». В 2016 году зоозащитники рассказали, что находят в Таврическом и Матвеевском садах колбаски, перевязанные чёрными ленточками с чёрными таблетками, по их данным, это — соли синильной кислоты, которыми неизвестные граждане травят бездомных собак.
В 2015 году государственный подряд на 27 миллионов рублей на стерилизацию, вакцинацию и возврат на улицы города собак выиграла частная ветеринарная клиника «Ветеринарный госпиталь» Юрия Микитюка.
В ноябре 2016 года управление ветеринарии Санкт-Петербурга объявило тендер на электронное чипирование, вакцинацию против бешенства и кастрацию бездомных собак. Стоимость всего комплекса услуг объявлена в 5,4 млн рублей. На эти деньги планируют стерилизовать 2046 животных — на каждое из них выделено 2640 рублей. За первое полугодие 2017 года в городе специалисты поймали 603 бродячих животных для кастрирования и чипирования. Для сокращения применения наркоза, животных стараются подвергнуть операции сразу после отлова. Перед выпуском обратно на улицы на собак заводят карточки с описанием, её примерным адресом обитания и фотографией. В среднем все процедуры совершают за три дня.
По состоянию на июнь 2017 г. в Санкт-Петербурге с начала реализации концепции ОСВВ были оскоплены и стерилизованы 28 824 собаки, 67 % из которых самки и 33 % самцы, которые были выпущены для безнадзорного обитания в город.
В 2017 году, по данным вице-губернатора Анны Митяниной, спустя 12 лет после начала гуманной программы, собаки, в том числе бродячие, покусали около 9000 жителей Петербурга. При этом по данным Управления ветеринарии Санкт-Петербурга, в 95 % случаев, это укусы от домашних собак Архивная копия от 7 декабря 2018 на Wayback Machine
В 2018 году в городе в рамках ОСВВ рассчитывают подвергнуть санитарным процедурам более 2,2 тысяч бродячих собак.
По данным зарубежных зоозащитников, один из частных приютов также выпускает стерилизованных собак для вольного обитания на улицах Санкт-Петербурга.
В 2018 году финансирование ОСВВ из городского бюджета увеличилось и составило 29,4 млн руб.(в 2017 году — 28 млн руб.).

## Влияние на численность бродячих собак
Согласно различным независимым источникам, за годы действия программы ОСВВ количество бродячих собак в городе увеличилось:
В 2008 году начальник управления ветеринарии Юрий Андреев утверждал что количество бродячих собак за последние годы уменьшилось и составляет не более 1000 особей.
В марте 2009 года по данным управления ветеринарии на улицах города постоянно обитало около 7 000 безнадзорных собак.
По состоянию на 2015 год, по данным городского комитета ветеринарии, число безнадзорных псов в городе составляло около 7000 особей.
По данным газеты «Аргументы и факты», в 2017 году количество бродячих собак в городе по-прежнему составляло 7000 особей.

## Негативные последствия ОСВВ
В 2017 году учёный-биолог, координатор Движения реалистической зоозащиты, член Общественной палаты Республики Карелия Владимир Рыбалко заявил, что в Санкт-Петербурге проведение мероприятий ОСВВ привело к всплеску догхантерства (отстрелу и потраве собак).
Как утверждает президент благотворительного фонда помощи животным «Большие сердца» Анастасия Комагина, в Санкт-Петербурге, который много лет считается примером «успешного» ОСВВ — несчастных собак на самом деле много лет подряд вытравливали догхантеры и вывозили в районы Ленинградской области зоозащитники, пытаясь спасти их от расправ
В сентябре 2018 года стая бездомных собак напала на восьмилетнюю девочку в деревне Вартемяги Ленинградской области. В аппарате уполномоченного по правам ребёнка в регионе уточнили, что детскому омбудсмену Тамаре Литвиновой нередко поступают жалобы на бродячих собак. По информации комитета по жилищно-коммунальному хозяйству Ленинградской области, в прошлом году количество бездомных животных составило почти 13 тыс. особей. При этом с 2015 года в области также как и в Санкт-Петербурге реализуется программа ОСВВ, а подрядной организацией, ответственной за её проведение является клиника «Ветеринарный госпиталь» Юрия Микитюка

## Критика в СМИ
В 2008 году в Санкт-Петербурге свободно обитающая бродячая собака покусала женщину, в результате чего ей пришлось пройти курс антирабических прививок и прервать свою беременность. Издание «Горзаказ», написавшее об этом материал, критиковало Юрия Микитюка, иронически называя его «господином Стерилизатором», и сообщило, что после того как тот в 2006 году занял должность начальника отдела в Говетстанции, «животных почему-то перестали отлавливать, и всем, кто обращался по поводу отлова бездомных животных, фактически отказывали». По результатам проверки работы Управления ветеринарии, проведённой КСП ЗакСа, услуги по стерилизации безнадзорных животных, на которые выделялись средства из бюджета, оказываются Микитюком на базе его частной клиники. КСП выявила, что за счёт бюджета оказываются платные услуги населению, по стерилизации в том числе, а есть помещение, которое Горветстанция арендует у частной клиники, используется частной клиникой для своих частных нужд, не оплачивая коммунальные платежи. Было выявлено, что в нарушение норм трудового бюджетного законодательства Микитюку было переплачено порядка 116—120 тысяч рублей в виде премий. В итоге около полутора миллиона рублей из бюджета пошли на содержание частной клиники, которая оказывала исключительно платные услуги.
В 2011 году издание «Фонтанка» констатировало, ссылаясь на зоозащитников, что петербургская программа стерилизации и строительства приютов для животных оборачивается дележом бюджетных средств и частных пожертвований, собакам и кошкам от такой помощи лучше становится не всегда, а бюджет управления ветеринарии за последние восемь лет вырос в триста с лишним раз и достиг миллиарда рублей. Также издание провело расследования инцидента в клинике, которую возглавляет Юрий Микитюк. 26 января 2011 года в ветеринарную клинику имени Айвэна Филлмора поступил жестоко искалеченный трёхлетний пес, которому дали имя Бонус. Предположительно, пса подвесили за задние лапы на металлическую проволоку в Юнтоловском парке, нанесли ему несколько колотых ранений и жуткую резаную рану на шее. Пес остался висеть на проволоке, пока у него не отвалились задние лапы. В клинике Бонусу было сделано три операции. История получила широкий резонанс. На десятках интернет-ресурсов была начата кампания за спасение Бонуса, тиражировалось воззвание от имени руководства клиники: «Это беда. Беда жить и ходить по одной земле с такими людьми. Беда — то, что они сделали с безответным ласковым псом. Беда, что мы стали такими — равнодушными, безразличными к чужой беде, чуждыми состраданию… Нужна помощь с пиаром! Нужна и финансовая помощь. Яндекс-кошелек клиники…». В ночь на 7 марта Бонус умер. После кончины пса на сайте клиники появился комментарий главврача Юрия Микитюка, который сообщил что смерть произошла в результате внезапного внутреннего кровотечения, предусмотреть которое было нельзя. Из отчёта клиники следует, что расходы на содержание Бонуса составили 42229 рублей, при этом в перечне процедур нет УЗИ, которое позволило бы своевременно и точно поставить диагноз, а сотрудники клиники до самого дня смерти говорили, что он идёт на поправку и ему ищут хозяев. На лечение Бонуса были собраны средства в разных странах мира. Наличными в клинику принесли 812,8 тысяч рублей. Через платёжную систему «Яндекс-Кошелек» поступило 508,8 тысяч рублей, ещё 20 тысяч прислали через систему Western Union и 28,4 тысячи рублей через Почту России. Всего «на лечение Бонуса» собрано 1 370 000 рублей, из которых непосредственно на собаку потрачено 3 процента. Юрий Микитюк подтвердил, что собранные «на Бонуса» деньги пойдут в бюджет клиники. Некоторые зоозащитники, по данным издания, обвинили клинику имени Айвэна Филлмора в цинизме: держали у себя умирающую собаку, чтобы собирать на неё деньги в количестве, которые Бонусу в принципе не могли пригодиться.

## Запрет ОСВВ в судебном порядке
.

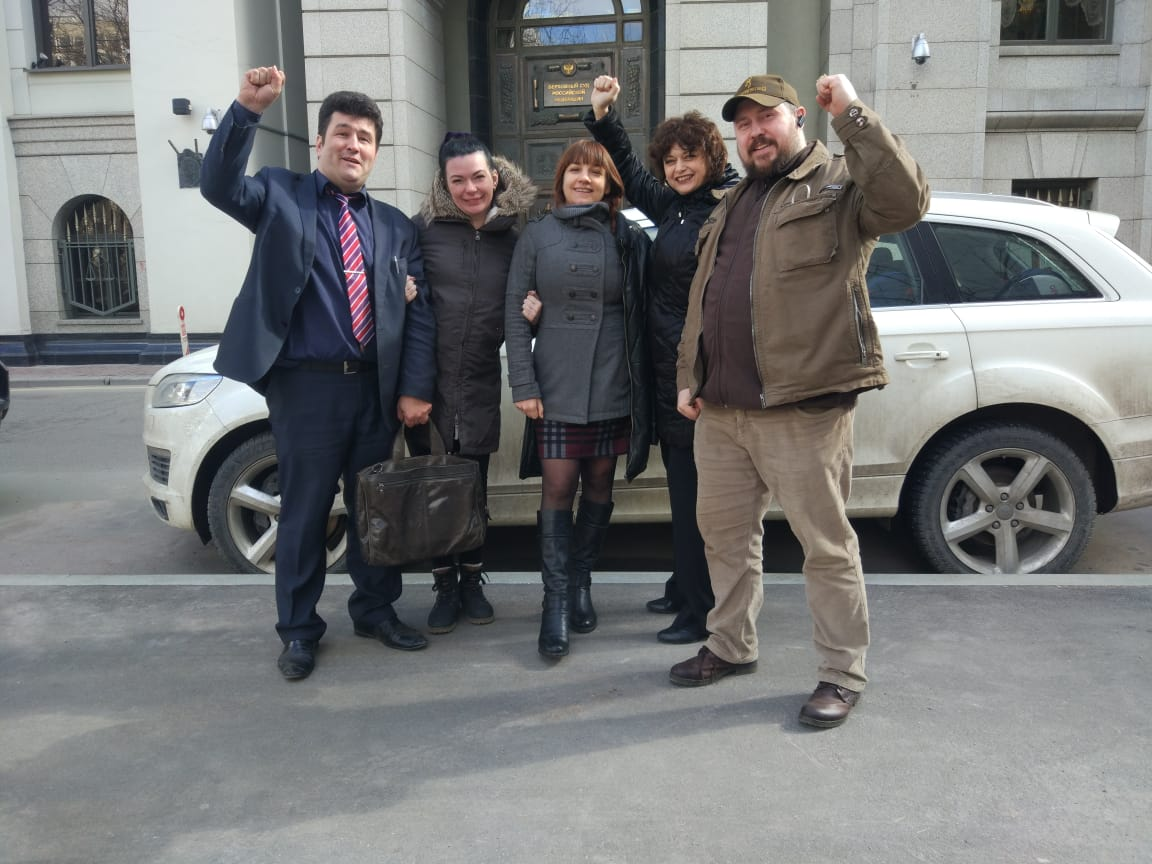
Активисты, добившиеся решения о запрете ОСВВ в Санкт-Петербурге возле здания Верховного суда РФ

В сентябре 2018 года активистка из посёлка Металлострой Светлана Антонова подала иск к правительству Санкт-Петербурга, требуя изменить программу по регулированию численности бездомных животных. По её мнению, стерилизация собак не работает, более гуманным и эффективным способом является усыпление. Ответчиком в деле выступает Управление ветеринарии
Активистка уверена, что, так называемая программа ОСВВ, нарушает 42 статью Конституции РФ «О праве человека на благоприятную окружающую среду». Представитель истца подчеркнул, что выпускать обратно на улицу безнадзорных животных нельзя
Ещё в январе 2017 года Верховный суд Российской Федерации принял решение об отказе от практики обратного выпуска в «прежнюю среду обитания» стерилизованных бродячих собак. Такое постановление судом было вынесено по иску гражданского активиста из Ростова-на-Дону, по мнению которого свободно обитающие бездомные собаки — потенциальные разносчики опасных инфекций, а также представляют угрозу для общественной безопасности. Активисту удалось доказать, что безнадзорные хищные животные, обитая без контроля ответственного хозяина, являются причиной нарушения его права на здоровую окружающую среду.
. Также в марте 2017 года ОСВВ была запрещена решением Вологодского областного суда как противоречащая санитарно-эпидемическому законодательству, в апреле 2017 года областная прокуратура потребовала запретить ОСВВ в Нижнем Новгороде, а в сентябре 2017 возможность возвращения стерилизованных собак «в среду обитания» была исключена из законодательства Тульской области. В октябре 2017 прокуратура Калининградской области внесла протест на положения местного законодательства, подразумевающего выпуск стерилизованных собак в городскую среду. В ноябре 2017 года местный суд запретил проведение ОСВВ и в Перми, отменив правила, принятые в Пермском крае в 2014 году, согласно которым допускалось выпускать на городские улицы для безнадзорного обитания стерилизованных зверей с бирками в ушах.
После того как суд вынес решение о запрете ОСВВ, 17 октября 2018 года у здания суда участники движения «Экологический авангард» в количестве 3 человек провели акцию протеста: жгли дымовые шашки, раскидывали листовки и выкрикивали лозунги. 27 марта 2019 года Верховный суд РФ оставил в силе решение городского суда о запрете ОСВВ.

## Ситуация в сопредельных странах и соседних регионах
В соседней Финляндии бродячих собак, пересекающих границу со стороны России, регулярно отстреливают с целью обеспечения санитарной безопасности населения. Согласно финскому закону, животное разрешается убить, если оно представляет опасность для жизни и здоровья человека, движения транспорта или может нанести серьёзный ущерб имуществу. В июле 2018 года охотниками были отстрелены 8 таких животных.
В соседней Эстонии, согласно местному законодательству, все безнадзорные собаки отлавливаются и содержатся в государственном приюте 14 дней после размещения объявления на сайте приюта. В указанный период времени лицо, содержащее животное, может востребовать его к возврату, если оплатить расходы на его поимку и содержание. После указанного срока животные передаются новому собственнику или уничтожаются. При этом все собаки и кошки, имеющие хозяина, содержащиеся в Таллине, должны быть помечены микрочипом, установленным ветеринарным врачом, имеющим лицензию, и внесены в Таллиннский регистр домашних животных.
В Москве аналогичная программа ОСВВ проводилась с 1999 по 2008 гг. и была прекращена после ряда скандалов, связанных с хищением средств и нападений безнадзорных стерилизованных собак на людей, в том числе со смертельным исходом
В 2018 году были введены поправки в постановление Правительства Новгородской области, регламентирующего работу с безнадзорными животными, запретившие возвращение стерилизованных собак обратно на улицу.
В октябре 2018 году в Мурманской области после требования прокуратуры было запрещено проведение ОСВВ, после того как выяснилось, что за несколько лет действия программы подрядчики простерилизовали не более 5 % от безнадзорных собак, а по данным Мурманской областной станции по борьбе с болезнями животных, методика ОССВ лишь поддерживала популяцию этих животных, но никак не сокращала её.
В октябре 2018 года было возбуждено уголовное дело против общественной организация помощи бездомным животным «Право на жизнь», которая несколько лет проводила ОСВВ на деньги бюджета Калининградской области — в ходе прокурорской проверки выяснилось, что зоозащитная общественность израсходовала свыше 1 млн рублей из бюджета региона по своему усмотрению. В органы государственной власти были предоставлены недостоверные сведения об исполнении взятых на себя обязательств по заключённым в 2016 году контрактам на оказание услуг по отлову и содержанию безнадзорных животных.